# Ichneumon tritus
Ichneumon tritus là một loài tò vò trong họ Ichneumonidae.